# Cryptocarya massoy
Cryptocarya massoy är en lagerväxtart som först beskrevs av Lorenz Oken, och fick sitt nu gällande namn av André Joseph Guillaume Henri Kostermans. Cryptocarya massoy ingår i släktet Cryptocarya och familjen lagerväxter. Inga underarter finns listade i Catalogue of Life.